# Боголюбов, Павел Николаевич
Па́вел Никола́евич Боголю́бов (18 мая 1942, Уфа — 15 декабря 2011, Дубна, Московская область) — советский и российский физик-теоретик, доктор физико-математических наук, лауреат Ленинской премии (1988).

## Биография
Родился в семье математика и физика-теоретика Николая Николаевича Боголюбова. Брат Николая Николаевича Боголюбова (младшего), внук Николая Михайловича Боголюбова.
Окончил физический факультет Московского государственного университета имени М. В. Ломоносова (1965).
С этого же года работал в Лаборатории теоретической физики ОИЯИ в должностях от стажера-исследователя до старшего научного сотрудника.
В 1972 году защитил докторскую диссертацию: О некоторых релятивистских уравнениях в теории элементарных частиц : диссертация … доктора физико-математических наук : 01.00.00. — Дубна, 1971. — 262 с.
В 1972—1983 годах — старший научный сотрудник Института ядерных исследований АН СССР.
В 1983 году вернулся в Лабораторию теоретической физики ОИЯИ, назначен руководителем сектора. В начале 1990-х годах — в длительной командировке в Европейской организации ядерных исследований.
С 1996 года — помощник директора Института по международным связям, впоследствии одновременно руководил департаментом по международным научно-техническим связям ОИЯИ. Последняя должность — советник при дирекции Института.
Автор работ по теории составных моделей элементарных частиц, релятивистских волновых уравнений и в ряде других областей.
В 1988 году вместе с А. М. Балдиным, В. А. Матвеевым, Р. М. Мурадяном, А. Н. Тавхелидзе стал лауреатом Ленинской премии — за цикл работ «Новое квантовое число — цвет и установление динамических закономерностей в кварковой структуре элементарных частиц и атомных ядер» (1965—1977).
Награждён медалью Дружбы КНДР, премиями имени Н. Н. Боголюбова и имени Н. М. Крылова Академии наук Украины.
Умер 15 декабря 2011 года после тяжёлой продолжительной болезни.

## Публикации
- П. Н. Боголюбов, А. Е. Дорохов, «Об устойчивости классических решений уравнений Янга-Миллса с источником», ТМФ, 51:2 (1982), 224—233 mathnet mathscinet; P. N. Bogolyubov, A. E. Dorokhov, «Stability of classical solutions of the Yang-Mills equations with source», Theoret. and Math. Phys., 51:2 (1982), 462—468
- П. Н. Боголюбов, «Причинность инвариантных форм-факторов в разложениях коммутаторов токов», Тр. МИАН СССР, 136 (1975), 15-33
- П. Н. Боголюбов, «Квазипотенциальные уравнения для спиновых частиц с разными массами», ТМФ, 5:2 (1970), 244—252 mathnet; P. N. Bogolyubov, «Quasipotential equations for spin particles with different masses», Theoret. and Math. Phys., 5:2 (1970), 1121—1127
- О модели квазинезависимых кварков [Текст]. — [Дубна] : [б. и.], [1967]. — 29 с.; 21 см. — (Издания/ Объедин. ин-т ядерных исследований. Лаборатория теорет. физики; Р2-3115).
- О составной модели барионов на основе уравнения для трех частиц [Текст]. — [Дубна] : [б. и.], [1965]. — 27 с.; 21 см. — (Издания/ Объедин. ин-т ядерных исследований. Лаборатория теорет. физики; Р-2186).
- Метод когерентных состояний и кварковая модель [Текст]. — [Дубна] : [б. и.], [1971]. — 44 с.; 21 см. — (Сообщение Объединенного института ядерных исследований/ Р2-5684. Лаб. теорет. физики).
- О составной модели мезонов на основе уравнений типа Бете-Солпитера [Текст]. — [Дубна] : [б. и.], [1965]. — 14 с.; 22 см. — (Издания/ Объедин. ин-т ядерных исследований. Лаборатория теорет. физики; Р-2098).
- Структура некоторых матричных элементов коммутаторов токов [Текст]. — [Дубна] : [б. и.], [1972]. — 20 с.; 21 см. — (Сообщение Объединенного института ядерных исследований/ Р2-6637. Лаб. теорет. физики).